# حرارة التسامي
انثالبي التسامي أو حرارة التسامي  في الكيمياء (بالإنجليزية : enthalpy of sublimation, أو heat of sublimation) هي الحرارة الازمة لتسامي 1 مول من المادة عند درجة حرارة معينة و ضغط معين، وعادة يكون الضغط هو الضغط الجوي. ويعبر عن انثالبي التسامي أو حرارة التسامي بوحدات كيلوجول/مول. وأحيانا قليلة يعبر عنها بالنسبة لواحد كيلوجرام من المادة فتكون الوحدة عندئذ كيلوجول/كيلوجرام.
التسامي هو انتقال مادة من حالة صلبة مباشرة إلى حالة غازية ، أي بدون التحول أولا إلى سائل ثم إلى غاز . توجد بعض المواد التي تتسم بخاصية التسامي ومن ضمنها مثلا اليود.
يشبه انثالبي التسامي حرارة التبخر التي يحتاجها سائل للانتقال إلى طور الحالة الغازية ولكنها لا تساويها .

## حرارة التسامي الكامنة
حرارة التسامي الكامنة هي الحرارة الكامنة في بخار الماء الناجم عن عملية التبخير المباشر للماء الصلب (جليد)، وبما أن كل غرام واحد من الجليد يتطلب 680 حريرة لتبخيره مباشرة، لذا فإن هذه الحريرات تبقى مختزنة كامنة في بخار الماء حتى يعاد تحوله إلى حالته الصلبة مباشرة - دون المرور بالحالة السائلة - حيث تتحرر تلك الطاقة الحرارية عندئذ تجاه الوسط المحيط.